# Eurydike (Gattin Philipps II.)
Eurydike (altgriechisch Εὐρυδίκη Euridíkē, ursprünglicher Name Audata) war eine im 4. Jahrhundert v. Chr. lebende vornehme Illyrerin, wohl Tochter oder Enkelin des Bardylis. Sie wurde die erste oder zweite Gemahlin des Makedonenkönigs Philipp II. und damit die Stiefmutter Alexanders des Großen.
Die Illyrer bildeten in der ersten Hälfte des 4. Jahrhunderts v. Chr. ein mächtiges Reich, das für Makedonien eine Bedrohung darstellte. Mehrfach waren illyrische Stämme in Makedonien eingedrungen und Perdikkas III., der ältere Bruder Philipps II., war 360/359 v. Chr. im Kampf gegen Bardylis gefallen. Bald danach übernahm Philipp II. die Herrschaft und suchte zunächst auf dem Verhandlungsweg einen Vergleich mit Bardylis. Infolgedessen heiratete er die illyrische Prinzessin Audata, die nach ihrer Hochzeit den Namen Eurydike annahm. Dieser Namenswechsel geschah wohl aus dynastischen Gründen, da sie kurzzeitig Philipps Hauptgemahlin war. Rasch hatte aber der Makedonenkönig seine Macht so weit konsolidiert, dass er Bardylis in einer Schlacht entscheidend besiegen konnte (358 v. Chr.). Bald darauf wurde Olympias seine Hauptgemahlin.
Eurydike gebar Philipp II. eine Tochter Kynane, deren Tochter Adea ebenfalls den Namen Eurydike annahm.